# Associazione Calcio Palazzolo 1990-1991
Questa voce raccoglie le informazioni riguardanti l'Associazione Calcio Palazzolo nelle competizioni ufficiali della stagione 1990-1991.

## Rosa
| N. |                   | Ruolo | Calciatore          |
| -- | ----------------- | ----- | ------------------- |
|    | Italia (bandiera) | D     | Paolo Aresi         |
|    | Italia (bandiera) | A     | Gianluigi Brambilla |
|    | Italia (bandiera) | P     | Pierluigi Brivio    |
|    | Italia (bandiera) | C     | Fabio Cavalletti    |
|    | Italia (bandiera) | C     | Michele Cropelli    |
|    | Italia (bandiera) | C     | Roberto Crotti      |
|    | Italia (bandiera) | C     | Roberto Garbelli    |
|    | Italia (bandiera) | P     | Sergio Gualeni      |
|    | Italia (bandiera) | C     | Alessandro Imberti  |

| N. |                   | Ruolo | Calciatore                   |
| -- | ----------------- | ----- | ---------------------------- |
|    | Italia (bandiera) | A     | Gabriele Messina             |
|    | Italia (bandiera) | D     | Franco Morotti               |
|    | Italia (bandiera) | C     | Alessio Pala                 |
|    | Italia (bandiera) | C     | Carlo Rossi                  |
|    | Italia (bandiera) | C     | Gianmaria Alessandro Tirloni |
|    | Italia (bandiera) | C     | Francesco Tolasi             |
|    | Italia (bandiera) | A     | Franco Turrini               |
|    | Italia (bandiera) | D     | Daniele Zaffaina             |